# Halter halterata
Halter halterata là một loài côn trùng trong họ Nemopteridae thuộc bộ Neuroptera. Loài này được Forskål miêu tả năm 1775.